# Bahnstrecke Freiberg–Halsbrücke
| |                                    |                                   |                                   |
| Streckennummer: | 6615; sä. FH                       |                                   |                                   |
| Kursbuchstrecke: | 139h (1934) 169m (1946) 414 (1975) |                                   |                                   |
| Streckenlänge: | 7,448 km                           |                                   |                                   |
| Spurweite: | 1435 mm (Normalspur)               |                                   |                                   |
| Maximale Neigung: | 25 ‰                               |                                   |                                   |
| Minimaler Radius: | 180 m                              |                                   |                                   |
| |                                    |                                   |                                   |
| \| \| \| von Werdau Bogendreieck \| \| \| \| \| von Nossen \| \| \| \| 0,000 \| Freiberg (Sachs) \| 413 m \| \| \| \| nach Holzhau (–Moldava) \| \| \| \| \| nach Dresden Hbf \| \| \| \| 1,100 \| Anst Industriegebiet Saxonia \| Anst Industriegebiet Saxonia \| \| \| 1,507 \| Anst Turmhofschacht \| Anst Turmhofschacht \| \| \| 1,750 \| Anst VEB Porzellanfabrik Freiberg \| Anst VEB Porzellanfabrik Freiberg \| \| \| 2,360 \| Freiberg (Sachs) Ost \| 422 m \| \| \| \| Anst Brennstoffinstitut/HKW Nord \| \| \| \| 5,030 \| Tuttendorf \| 369 m \| \| \| 7,448 \| Halsbrücke \| 326 m \| |                                    |                                   |                                   |
| Strecke |                                    | von Werdau Bogendreieck           | von Werdau Bogendreieck           |
| Abzweig geradeaus und von rechts |                                    | von Nossen                        | von Nossen                        |
| Bahnhof | 0,000                              | Freiberg (Sachs)                  | 413 m                             |
| Abzweig geradeaus und nach rechts |                                    | nach Holzhau (–Moldava)           | nach Holzhau (–Moldava)           |
| Abzweig geradeaus und nach rechts |                                    | nach Dresden Hbf                  | nach Dresden Hbf                  |
| Abzweig ehemals geradeaus und nach rechts | 1,100                              | Anst Industriegebiet Saxonia      | Anst Industriegebiet Saxonia      |
| Abzweig geradeaus und nach rechts (Strecke außer Betrieb) | 1,507                              | Anst Turmhofschacht               | Anst Turmhofschacht               |
| Abzweig geradeaus und nach links (Strecke außer Betrieb) | 1,750                              | Anst VEB Porzellanfabrik Freiberg | Anst VEB Porzellanfabrik Freiberg |
| Bahnhof (Strecke außer Betrieb) | 2,360                              | Freiberg (Sachs) Ost              | 422 m                             |
| Abzweig geradeaus und nach links (Strecke außer Betrieb) |                                    | Anst Brennstoffinstitut/HKW Nord  | Anst Brennstoffinstitut/HKW Nord  |
| Haltepunkt / Haltestelle (Strecke außer Betrieb) | 5,030                              | Tuttendorf                        | 369 m                             |
| Kopfbahnhof Streckenende (Strecke außer Betrieb) | 7,448                              | Halsbrücke                        | 326 m                             |

Die Bahnstrecke Freiberg–Halsbrücke war eine Nebenbahn in Sachsen. Sie verlief von der Bergstadt Freiberg nach Halsbrücke, dem einst bedeutendsten Standort der sächsischen Buntmetallurgie. Die 1890 eröffnete Strecke wurde 1995 stillgelegt.

## Geschichte
Die bei Freiberg ansässigen Bergbauunternehmen bemühten sich schon recht frühzeitig um einen Anschluss an das Eisenbahnnetz. Vor allem der Versand der geförderten Erze, aber auch der Empfang der im Bergbau für die Aufbereitung der Erze benötigten Säuren war auf dem Straßenweg umständlich und teuer. 
Am 22. Dezember 1887 genehmigte der Landtag die Ausführung der regelspurigen Sekundärbahnen Berthelsdorf–Großhartmannsdorf, Brand-Erbisdorf–Langenau sowie Freiberg–Halsbrücke. Als Kostenrahmen waren insgesamt 3.043.000 Mark vorgesehen.
Im April 1889 begannen die Bauarbeiten an der Strecke von Freiberg nach Halsbrücke. Da kaum größere Kunstbauten errichtet werden mussten, war sie nach einem Jahr Bauzeit fertiggestellt. Eröffnet wurde die neue Sekundärbahn am 13. Juli 1890 gemeinsam mit den südlich von Freiberg gelegenen Strecken Berthelsdorf–Großhartmannsdorf und Brand-Erbisdorf–Langenau.
Die Bedeutung lag stets im Güterverkehr. Neben den Schachtanlagen Reiche Zeche, Turmhofschacht und Davidschacht besaßen eine ganze Reihe weiterer Unternehmen im Freiberger Norden Anschlussgleise zur Strecke Freiberg–Halsbrücke. In den 1960er Jahren entstand eine zwei Kilometer lange Anschlussbahn zum Brennstoffinstitut, welche in den 1980er Jahren noch einen Abzweig zum neugebauten Heizkraftwerk Nord erhielt.
Nach der Einstellung des Bergbaus in Freiberg 1969 begann der Niedergang der Verbindung. Am 1. Juni 1975 wurde der Reisezugverkehr eingestellt. Güterverkehr von Freiberg Ost bis Halsbrücke fand noch bis 1995 statt. Danach wurde die Strecke stillgelegt, aber zunächst nicht abgebaut. Am 10. Mai 2004 wurde sie bis Kilometer 1,507 in ein Nebengleis des Bahnhofs Freiberg umgewandelt.
Die letzten Gleise verschwanden, bis auf wenige Kilometer nordöstlich von Freiberg, in den 2010er-Jahren. Heute verläuft auf dem Abschnitt Fuchsmühlenweg (vor Tuttendorf)–Halsbrücke ein Radweg.

## Streckenbeschreibung

### Verlauf
Die Strecke verließ den Bahnhof Freiberg (Sachs) in östlicher Richtung, um dann in einem Bogen nach Norden zu schwenken. Erste Station war der Bahnhof Freiberg (Sachs) Ost (früher Freiberg Schachtbahnhof) mit 422 m ü. M. höchster Punkt der Strecke. Der weitere Verlauf ist nördlich beziehungsweise nordöstlich bis zum Erreichen des Haltepunktes Tuttendorf. Von hier aus verläuft die Strecke noch weiterhin in nördlicher Richtung, um später westlich in Richtung Halsbrücke einzuschwenken. Der Endbahnhof Halsbrücke liegt auf 326 m ü. M. und ist tiefster Punkt. Insgesamt überwindet die Strecke einen Höhenunterschied von 96 m.

### Betriebsstellen
Freiberg (Sachs) ⊙

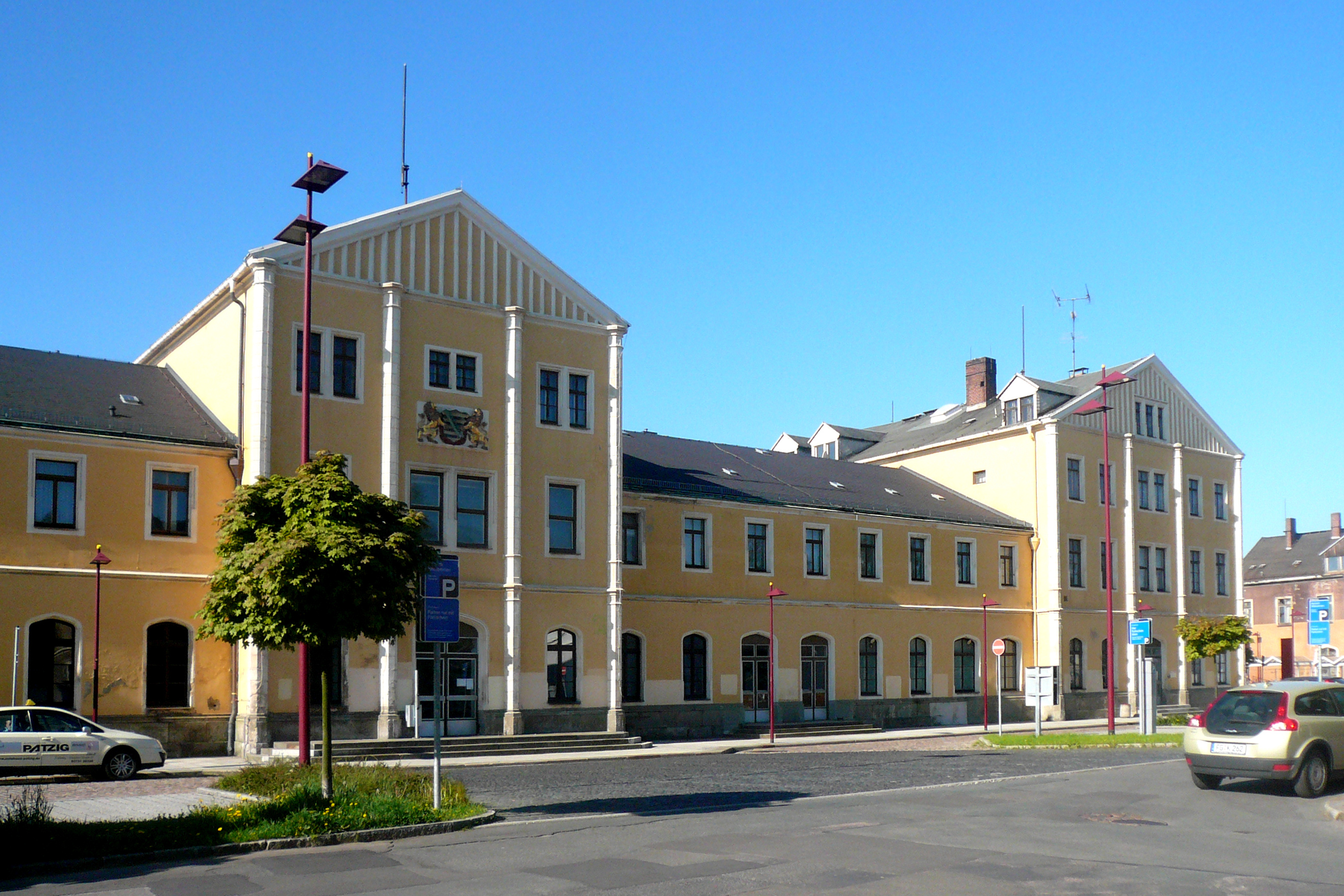
Bahnhof Freiberg (Sachs)

Der Bahnhof Freiberg (Sachs) entstand 1862 als Endpunkt der Strecke von Dresden, die 1869 in Richtung Chemnitz fortgeführt wurde. Mit dem Bau der Bahnstrecke Nossen–Moldau (1873/1885) und der Stichbahnen nach Halsbrücke, Langenau und Großhartmannsdorf (1890) wurde Freiberg zu einem der bedeutendsten Eisenbahnknotenpunkte in Sachsen. Die Station trug folgende Namen:
- bis 1911: Freiberg
- bis 1933: Freiberg (Sa)
- seit 1933: Freiberg (Sachs)

Freiberg (Sachs) Ost ⊙
Der Bahnhof Freiberg (Sachs) Ost wurde am 15. Juli 1890 als Haltestelle Freiberg (Schachtbhf) in Betrieb genommen und 1905 zum Bahnhof geweiht. Die Station im Osten der Stadt Freiberg trug folgende Namen:
- bis 1905: Freiberg (Schachtbhf)
- bis 1911: Freiberg Schachtbahnhof
- bis 1915: Freiberg (Sa) Schachtbf
- bis 1933: Freiberg (Sa) Ost
- seit 1933: Freiberg (Sachs) Ost

Seit der Einstellung des Personenverkehrs am 1. Juni 1975 diente der Bahnhof nur noch dem Güterverkehr. Am 1. Januar 1995 ging der Güterbahnhof Freiberg (Sachs) Ost außer Betrieb. Am Standort sind Empfangsgebäude, Güterschuppen und Wirtschaftsgebäude noch vorhanden.

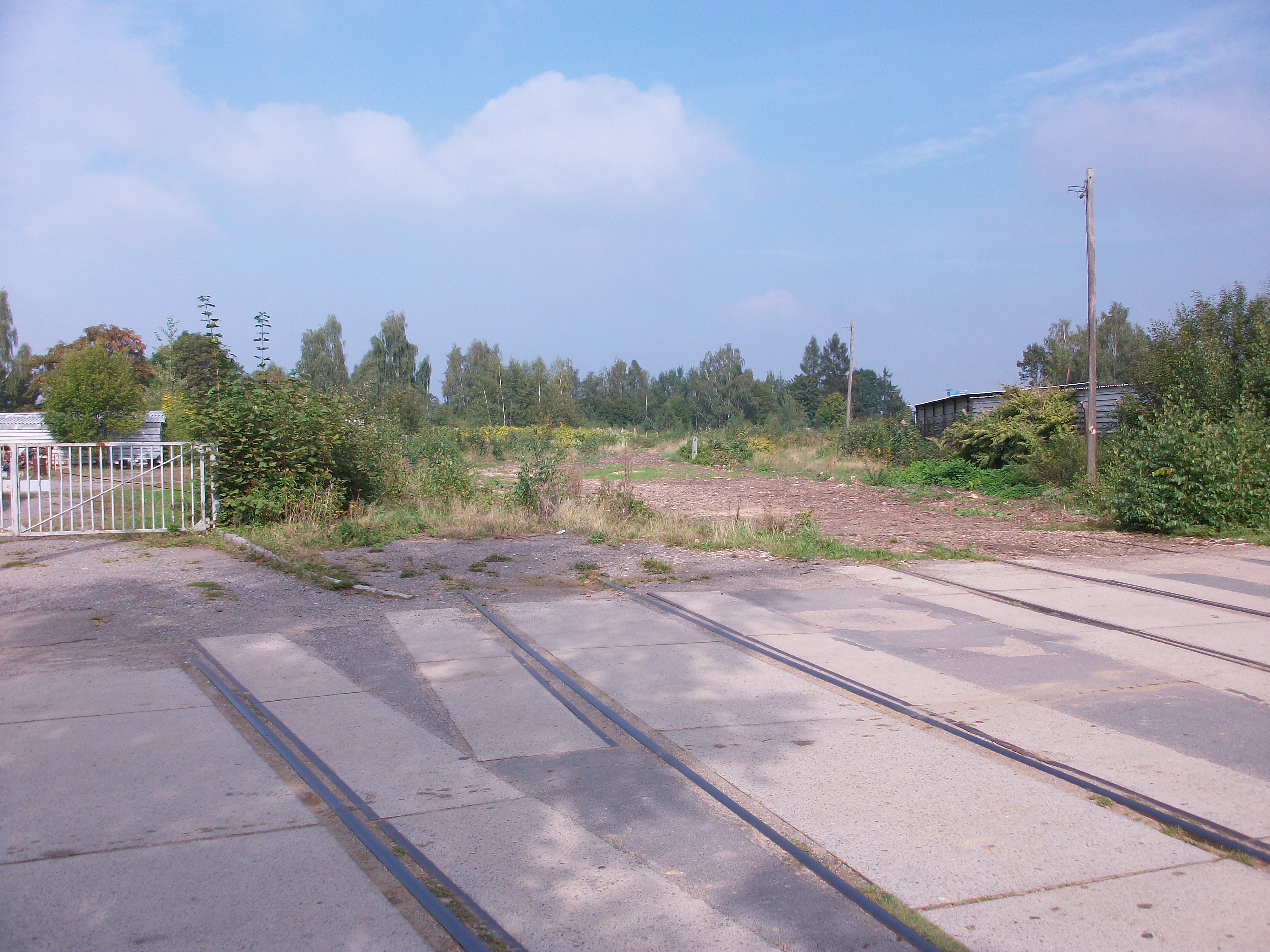
Bahnhof Freiberg (Sachs) Ost (2016)
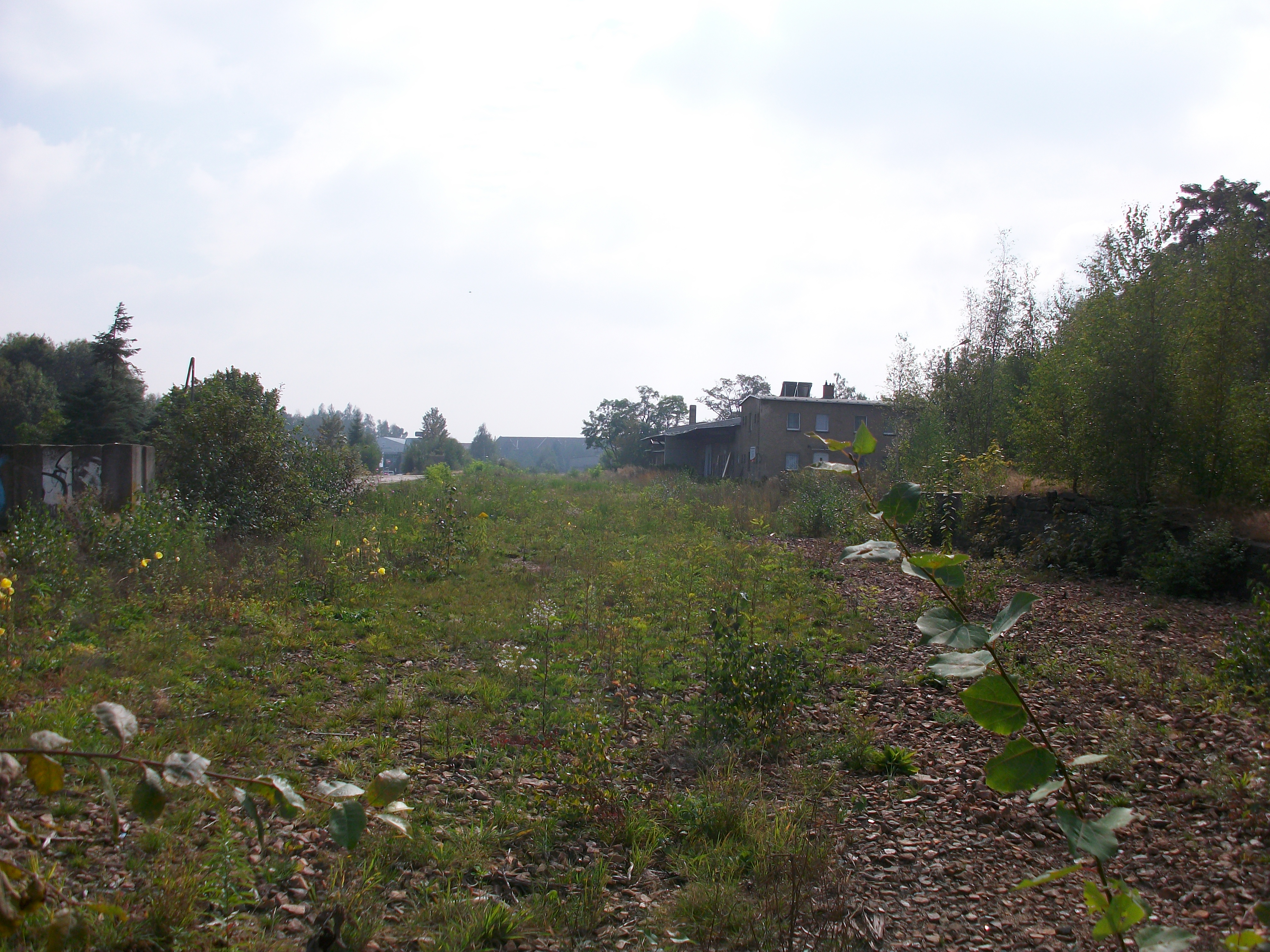
Bahnhof Freiberg (Sachs) Ost (2016)
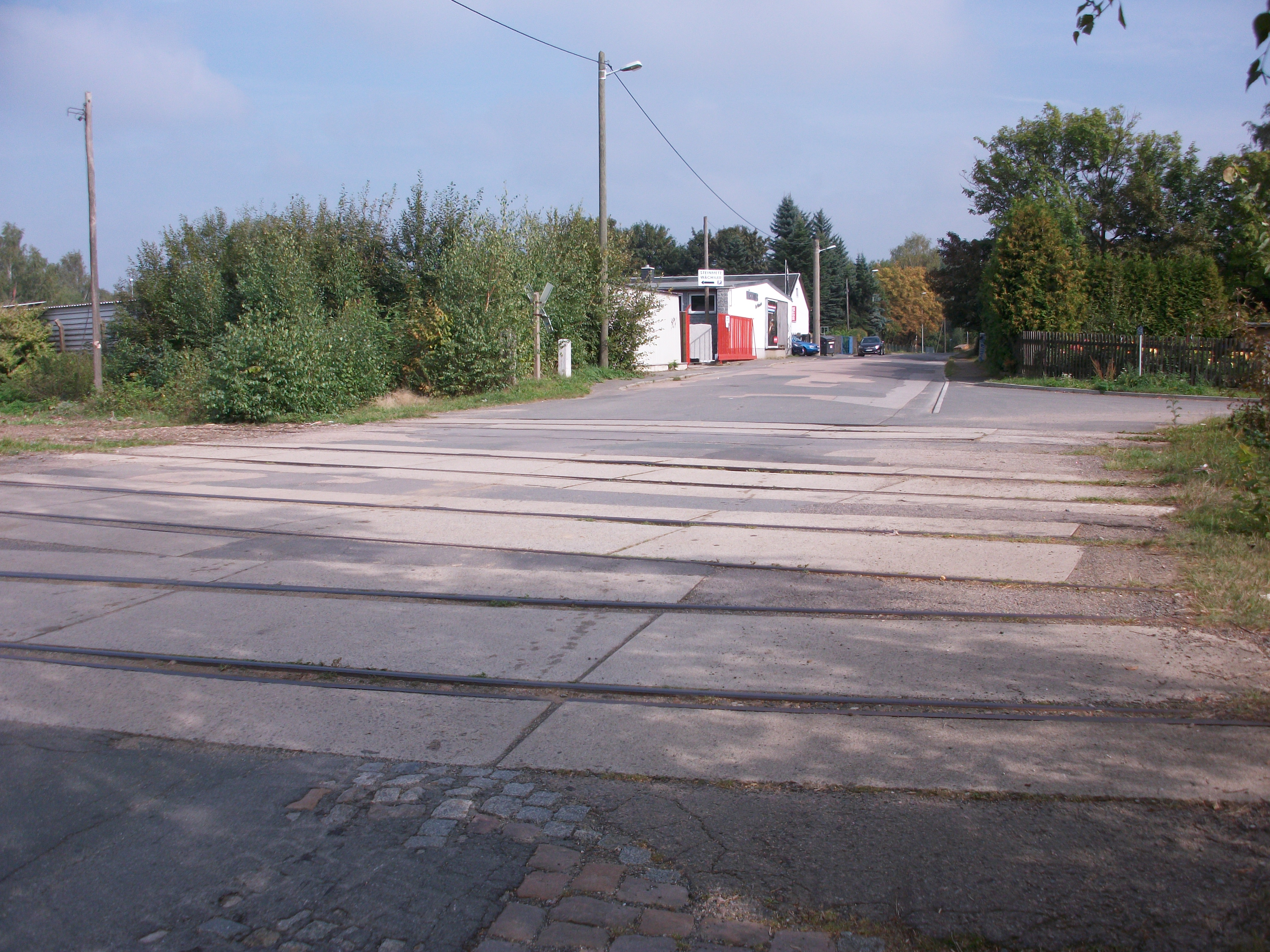
Bahnhof Freiberg (Sachs) Ost, Bahnübergang (2016)

Tuttendorf ⊙
Die Haltestelle Tuttendorf wurde am 15. Juli 1890 eröffnet und 1905 zum Bahnhof gewidmet. 1933 wurde die Station zur Haltestelle und später zum Haltepunkt zurückgestuft. Mit der Einstellung des Personenverkehrs am 1. Juni 1975 ging der Haltepunkt Tuttendorf außer Betrieb. Das hölzerne Wartehaus wurde im Juni 2001 abgerissen.

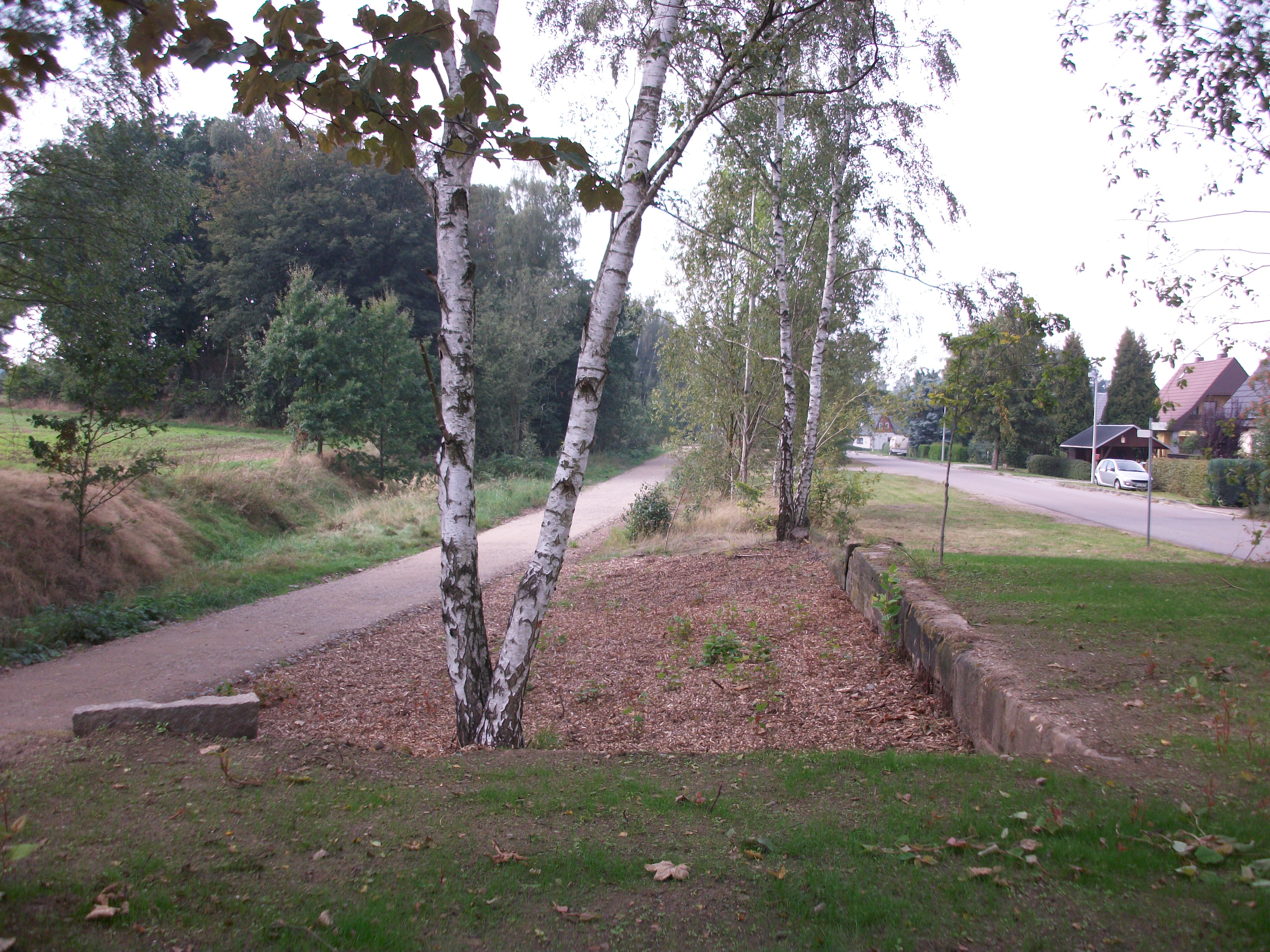
Haltepunkt Tuttendorf (2016)
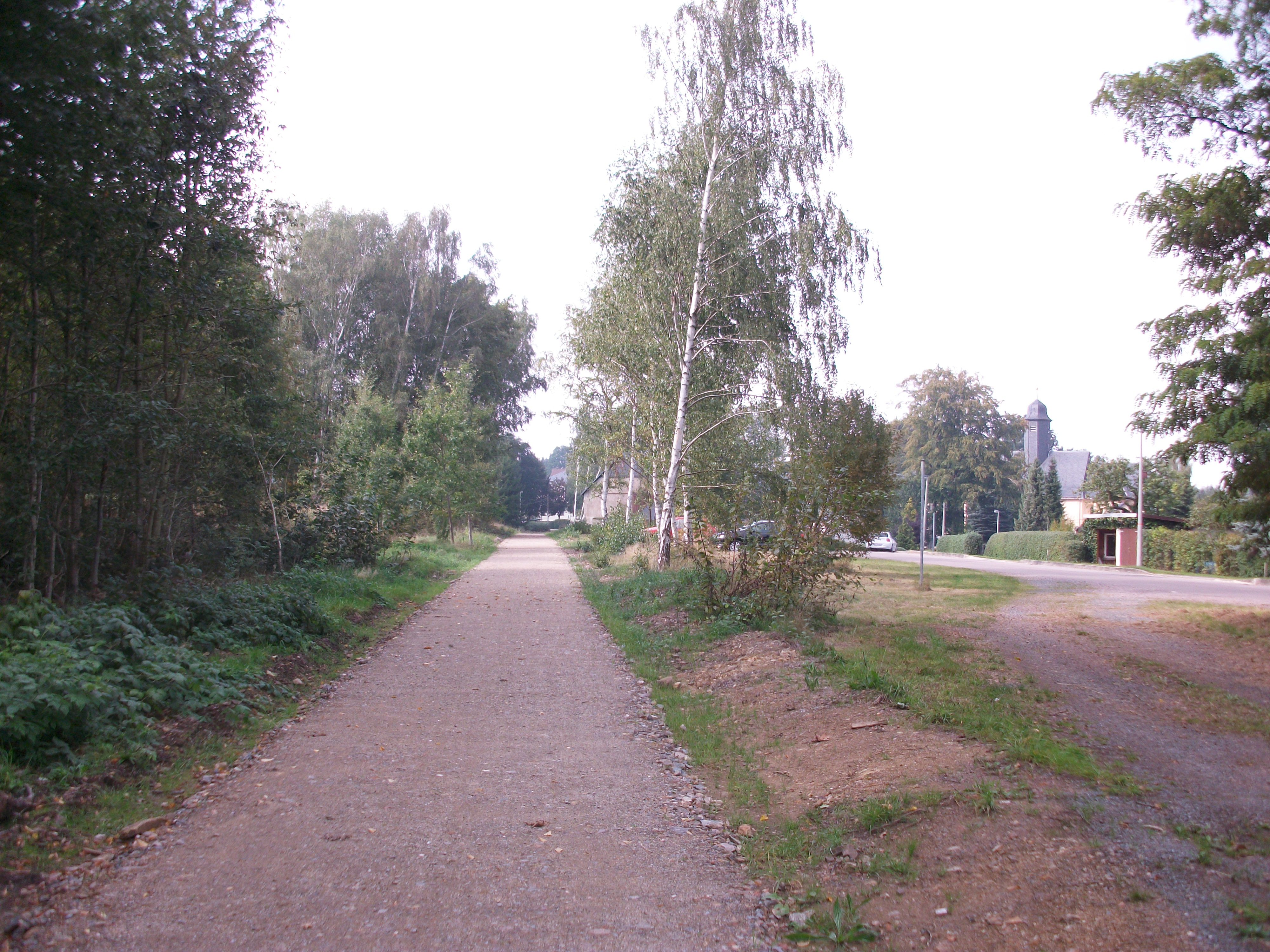
Haltepunkt Tuttendorf (2016)

Halsbrücke ⊙
Die Haltestelle Halsbrücke wurde am 15. Juli 1890 eröffnet und 1905 zum Bahnhof gewidmet. Seit der Einstellung des Personenverkehrs am 1. Juni 1975 diente der Bahnhof nur noch dem Güterverkehr. Am 1. Januar 1995 ging der Güterbahnhof Halsbrücke außer Betrieb. Am Standort sind Empfangsgebäude, Güterschuppen und Wirtschaftsgebäude noch vorhanden.
Das Empfangsgebäude wurde 2018 verkauft, saniert und beherbergt heute ein Restaurant mit eigener Brauerei. Auf der Gleisseite ist eine Denkmallok der Baureihe 101 mit einem Güterwagen aufgestellt.

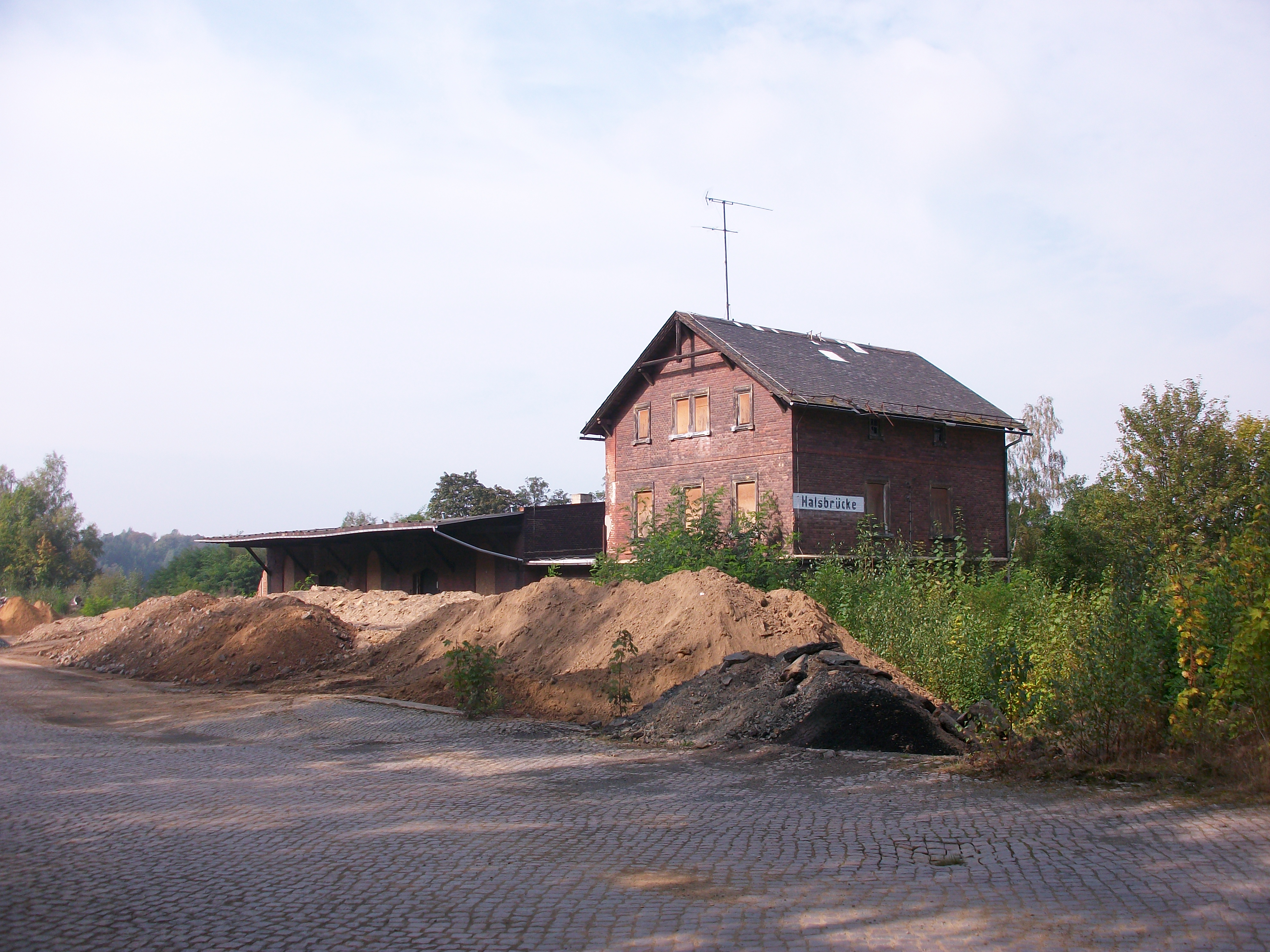
Bahnhof Halsbrücke (2016)
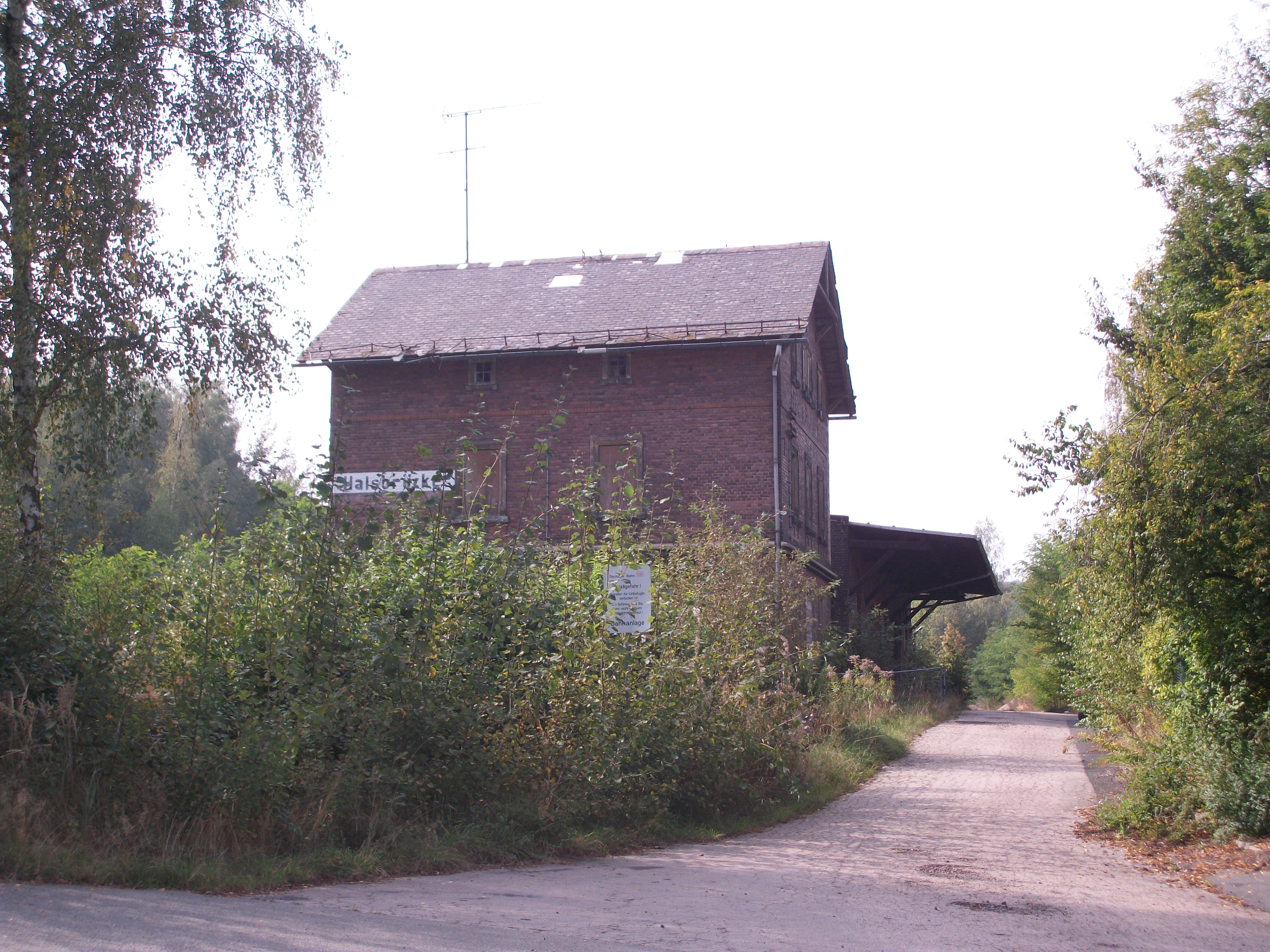
Bahnhof Halsbrücke, Seitenansicht (2016)

## Fahrzeugeinsatz
In den ersten Betriebsjahren wurde sämtlicher Verkehr mit den zweifach gekuppelten Sekundärbahnlokomotiven der Gattung VII T abgewickelt. Belegt ist die Stationierung der Lokomotive NOVOTNY in Halsbrücke. Später setzten die Königlich Sächsischen Staatseisenbahnen auch Lokomotiven der Gattungen IIIb und V T ein, die auf anderen Strecken entbehrlich wurden. In Regie der Deutschen Reichsbahn kamen ab Ende der 1920er Jahre ehemals preußische T 9.3 (Baureihe 91) zum Einsatz, die in den 1960er Jahren durch die Baureihe 86 abgelöst wurden. Seit den 1970er Jahren wurde sämtlicher Verkehr mit den Diesellokomotiven der Baureihe 110 abgewickelt.